# Iker Romero Fernández

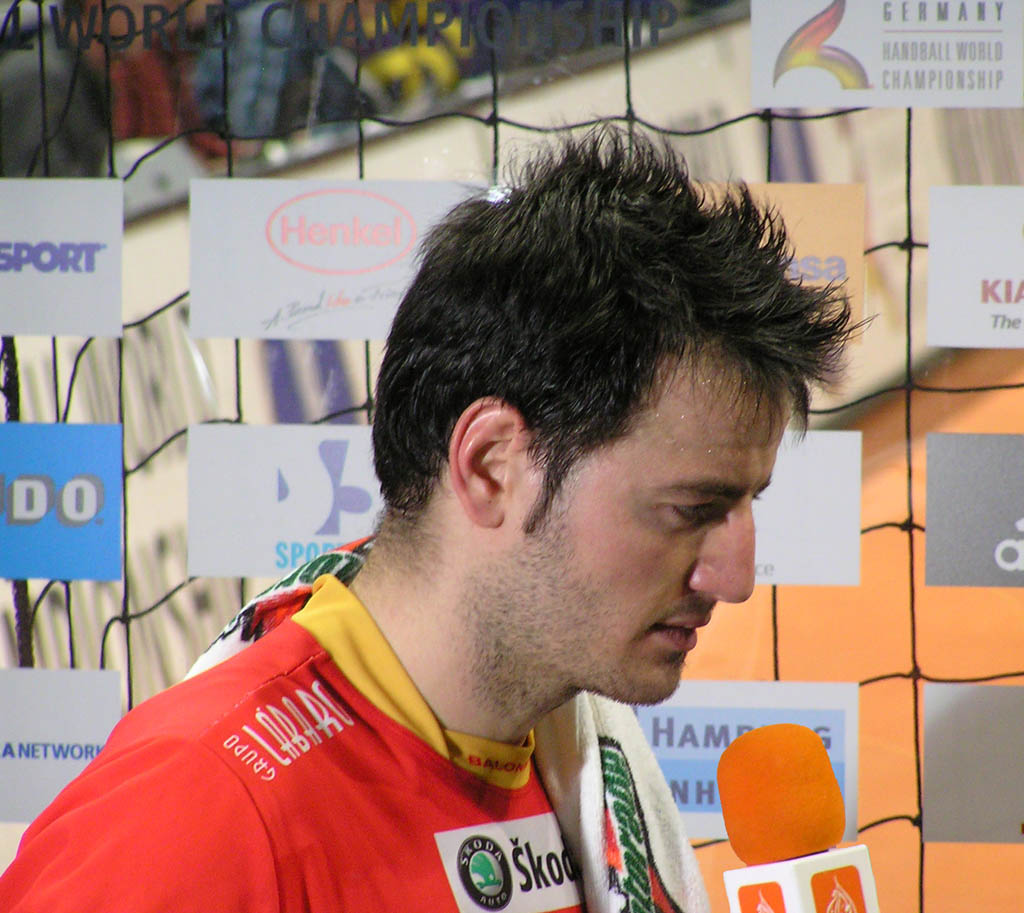
Iker Romero el gener de 2007.

Iker Romero Fernández   (Vitòria, 15 de juny de 1980) és un exjugador basc d'handbol, actualment segon entrenador de l'equip alemany TSV Hannover-Burgdorf. Era considerat un dels millors jugadors del món en la seva posició. Va ser internacional amb la selecció espanyola d'handbol.

## Història

### Comiat al FCBarcelona
El 22 de març del 2011 va anunciar públicament en roda de premsa, que la temporada següent no continuaria al Barça, perquè el club va desestimar renovar-li el contracte. Romero, visiblement emocionat, va assegurar que el seu somni era retirar-se al Barça i que la seva samarreta acabés penjada al Palau Blaugrana. El jugador va assegurar que per aconseguir aquest el propòsit de seguir al club estava disposat a cobrar la meitat però que el club no va acceptar i en conseqüència va anunciar que la temporada següent jugaria al Füchse Berlin.

## Clubs
- Corazonistas (Vitòria)
- Balonmano Valladolid
- Club Balonmano Ademar León
- Balonmano Ciudad Real
- FC Barcelona
- Füchse Berlin

## Palmarès

### Títols internacionals de club
- 2 Copes d'Europa (2005 i 2010-2011).
- Campió de la Recopa d'Europa el 2002.
- Campió de la Supercopa d'Europa la temporada 2003-2004.
- Subcampió d'Europa de la Copa E.H.F., amb el Balonmano Valladolid.

### Títols estatals de club
- 1 Lliga ASOBAL (2005-2006)
- 3 Copa del Rei (2002-2003, 2006-2007 i 2008-2009)
- 1 Copa ASOBAL (2002-2003)
- Subcampió de la Lliga ASOBAL la temporada 2002-2003 i 2008-2009.

### Amb la selecció espanyola
- Subcampió d'Europa Juvenil, amb la selecció espanyola.
- Campió de la Supercopa de Nacions 2003-2004.
- Quart al Mundial de Portugal 2003.
- Medalla d'or al Mundial de Tunis 2005.
- Subcampió d'Europa, amb la Selecció Espanyola a Suïssa 2006
- Medalla de bronze en els Jocs Olímpics de Beijing 2008.

### Consideracions personals
- 40 vegades internacional amb la selecció Júnior.
- Millor jugador Júnior de la Lliga ASOBAL (1999/2000).
- 6è golejador de la Lliga Asobal, amb la tercera millor mitjana (2000/2001).
- Integrant del 7 ideal al Campionat del Món Júnior (2000/2001).
- Millor jugador júnior de la Lliga ASOBAL (2000/2001).
- Millor jugador júnior de la Liga ASOBAL (2001/2002).